# Фисуны
Фисуны (укр. Фисуни) — село,
Руновщинский сельский совет,
Полтавский район (Полтавская область),
Полтавская область,
Украина.
Код КОАТУУ — 5324084615. Население по переписи 2001 года составляло 13 человек.

## Географическое положение
Село Фисуны находится на правом берегу реки Свинковка,
выше по течению примыкает село Гаврилки,
ниже по течению на расстоянии в 0,5 км расположено село Петрашёвка,
на противоположном берегу — село Карнаухи.